# Porroglossum sergii
Porroglossum sergii är en orkidéart som beskrevs av Pedro Ortiz Valdivieso. Porroglossum sergii ingår i släktet Porroglossum och familjen orkidéer. Inga underarter finns listade i Catalogue of Life.